# Justin Michel
Justin Michel (* 28. August 1995 in Kralendijk, Bonaire, Niederländische Antillen) ist ein niederländischer Fußballspieler auf der Position eines Stürmers.

## Karriere

### Vereins- und College-Karriere
Justin Michel wurde am 28. August 1995 als Sohn von Benno Michel, Account-Manager bei der Maduro & Curiel’s Bank auf Bonaire, im bonairischen Hauptort Kralendijk geboren. In seinem Heimatort besuchte er die Scholengemeenschap (SGB) Bonaire. Zumindest im Jahre 2013 kam er für den lokalen Fußballverein SV Uruguay in dessen Herrenmannschaft mit Spielbetrieb in der Bonaire League, der höchsten Fußballliga der Insel, zum Einsatz. Im Mai 2014 wurde bekannt, dass Michel ab diesem Jahr beim Herrenfußballteam von Southeastern Fire, der Sportabteilung der Southeastern University aus Lakeland im US-Bundesstaat Florida, in Erscheinung treten wird. In seinem Freshman-Jahr 2014 kam er noch zu sechs Meisterschaftseinsätzen, danach nahmen seine Einsätze noch weiter ab. 2015, als das Team The Sun Conference gewann, war er lediglich in zwei Spielen im Einsatz. In seinem darauffolgenden Junior-Jahr 2016 war es nur mehr ein einziges Meisterschaftsspiel. Unter seinem Trainer Clay Roberts, der seit 2014 zusammen mit seinem jüngeren Bruder Caleb die Geschicke der Herrenfußballmannschaft an der Southeastern University leitet, wurde er im Spieljahr 2017 in vier Meisterschaftsspielen eingesetzt. Im darauffolgenden Frühjahr 2018, in dem er nicht mehr spielberechtigt ist, wird er sein Studium an der Southeastern University abschließen.

### Nationalmannschaftskarriere
Am 1. Juni 2014, nur wenige Tage nachdem sein Wechsel in die Vereinigten Staaten bekanntgegeben wurde, debütierte Michel unter Trainer Ferdinand Bernabela, selbst erst seit einem Monat im Amt des Nationaltrainers, für Bonaire zum Einsatz. Beim Spiel gegen die Amerikanischen Jungferninseln, das Teil der Vorrunde der Qualifikation zur Karibikmeisterschaft 2014 war und in einem 2:1-Erfolg von Bonaire endete, kam er in der 43. Spielminute beim Stand von 2:0 für Yurick Seinpaal auf den Rasen und wurde in der 90. Spielminute beim Stand von 2:1 durch Naygel Coffie ersetzt. Für Bonaire waren dies die ersten Spiele seit der Aufnahme als außerordentliches Mitglied der CONCACAF und der Caribbean Football Union am 19. April 2013; erst etwas über ein Jahr später, am 10. Juni 2014, wurde das Team von beiden Organisationen als vollwertiges Mitglied anerkannt. Bonaire schaffte es als Sieger der Gruppe 1 in der Vorrunde bis in die darauffolgende erste Qualifikationsrunde, in der die Mannschaft als Dritter der Gruppe 3 (bei fortlaufender Kennzeichnung ab der Vorrunde) von der laufenden Qualifikation ausschied. Nach seinem Einsatz in seinem Debütspiel sind keine weiteren Länderspielauftritte Michels mehr bekannt.